# Grup de la devil·lina
El grup de la devil·lina és un grup de minerals de la classe dels carbonats, format per minerals carbonats hidratats que contenen hidròxids i diferents metalls en la seva composició. Està integrat per set espècies minerals: aldridgeïta, campigliaïta, devil·lina, kobyashevita, lautenthalita, ortoserpierita i serpierita. A més a més, dins d'aquest grup s'inclou una altra espècie dimorfa de la devil·lina no aprovada per l'Associació Mineralògica Internacional degut al seu origen antropogènic. La majoria d'aquestes espècies, inclosa la no aprovada, cristal·litzen en el sistema monoclínic, excepte la kobyashevita que ho fa en el sistema triclínic i l'ortoserpierita que ho fa en l'ortoròmbic.
| Espècie        | Fórmula                     |
| -------------- | --------------------------- |
| Aldridgeïta    | Cd(Cu,Zn)₄(SO₄)₂(OH)₆(H₂O)₃ |
| Campigliaïta   | Mn²⁺Cu₄(SO₄)₂(OH)₆·4H₂O     |
| Devil·lina     | CaCu₄[(OH)₆ (SO₄)₂]·3H₂O    |
| Kobyashevita   | Cu₅(SO₄)₂(OH)₆·4H₂O         |
| Lautenthalita  | PbCu₄(SO₄)₂(OH)₆·3H₂O       |
| Ortoserpierita | Ca(Cu,Zn)₄(SO₄)₂(OH)₆·3H₂O  |
| Serpierita     | Ca(Cu,Zn)₄(SO₄)₂(OH)₆·3H₂O  |

També hi ha dues espècies que es troben estructuralment relacionades amb aquest grup, tot i que no hi pertanyen: la ktenasita i la niedermayrita. Ambdues cristal·litzen també en el sistema monoclínic.
| Espècie       | Fórmula               |
| ------------- | --------------------- |
| Ktenasita     | ZnCu₄(SO₄)₂(OH)₆·6H₂O |
| Niedermayrita | CdCu₄(SO₄)₂(OH)₆·4H₂O |

Segons la classificació de Nickel-Strunz els minerals d'aquest grup, excepte l'aldridgeïta, pertanyen a «07.DD - Sulfats (selenats, etc.) amb anions addicionals, amb H₂O, amb cations de mida mitjana només; plans d'octaedres que comparteixen vores» juntament amb els següents minerals: felsőbanyaïta, langita, posnjakita, wroewolfeïta, spangolita, ktenasita, christelita, niedermayrita, edwardsita, carrboydita, glaucocerinita, honessita, hidrohonessita, motukoreaïta, mountkeithita, shigaïta, wermlandita, woodwardita, zincaluminita, hidrowoodwardita, zincowoodwardita, natroglaucocerinita, nikischerita, lawsonbauerita, torreyita, mooreïta, namuwita, bechererita, ramsbeckita, vonbezingita, redgillita, calcoalumita, nickelalumita, kyrgyzstanita, guarinoïta, schulenbergita, theresemagnanita i montetrisaïta. L'aldridgeïta pertany a «07.DF - Sulfats (selenats, etc.) amb anions addicionals, amb H₂O, amb cations de mida mitjana i grans» juntament amb els següents minerals: uklonskovita, caïnita, natrocalcita, metasideronatrita, sideronatrita, despujolsita, fleischerita, schaurteïta, mallestigita, slavikita, metavoltina, lannonita, vlodavetsita, peretaïta, gordaïta, clairita, arzrunita, elyita, yecoraïta, riomarinaïta, dukeïta i xocolatlita.
Als territoris de parla catalana han estat descrites la devil·lina, l'ortoserpierita i la serpierita.
- La devil·lina ha estat trobada a la pedrera Berta (Sant Cugat del Vallès-El Papiol), a la mina de Les Ferreres (Camprodon), a la mina Eureka (La Torre de Cabdella)[3] i a la pedrera Can Rovira, a Sant Fost de Campsentelles (Vallès Oriental, Barcelona).[4]
- L'ortoserpierita ha estat descrita a la mina Les Ferreres (Camprodon) i a la mina Bessó (Ulldemolins, Priorat).[5]
- La serpierita ha estat descrita a la mina Les Ferreres (Camprodon) i a la mina Eureka (La Torre de Cabdella).[6]
- La ktenasita és la única de les dues espècies estructuralment relacionades que s'ha pogut trobar dins els territoris de parla catalana, al ser descrita l'any 2018 a la mina Eureka (La Torre de Cabdella, Pallars Jussà).[7] També podria haver estat descrita a Mas Vicenç, a la localitat de Queixàs (Rosselló).[8]